# Avani Chaturvedi
Pour les articles homonymes, voir Chaturvedi.
Avani Chaturvedi, née le 27 novembre 1993 dans le district de Rewa, dans l'État du Madhya Pradesh en Inde, est une aviatrice de l'armée de l'air indienne.
Elle est reconnue comme la première femme indienne pilote de combat avec deux de ses collègues, et reçue officiellement dans l'escadron de chasse de l'armée de l'air indienne en juin 2016 en qualité de pilote de chasse.
En 2018, Avani Chaturvedi devient la première femme pilote indienne à voler en solitaire sur un MiG-21. La même année, elle est promue lieutenant d'aviation.

## Biographie

### Jeunesse et formation
Avani Chaturvedi est née le 27 octobre 1993 dans un village du district de Rewa, dans l'État du Madhya Pradesh en Inde. Son père, Dinkar Chaturvedi, est un ingénieur surintendant au Département des ressources en eau du gouvernement de l'État du Madhya Pradesh et sa mère s'occupe du ménage. Elle effectue ses études primaires à Deolond, une petite ville du district de Shahdol dans le Madhya Pradesh. Après avoir terminé son baccalauréat universitaire en technologie de l' Université de Banasthali, au Rajasthan en 2014, elle réussit l'AFCAT et est en outre recommandée par l'AFSB.
Avani Chaturvedi aime jouer aux échecs, au tennis de table et faire du dessin et de la peinture.
Le frère aîné d'Avani, qui est officier dans l'armée indienne, l'a incitée à rejoindre l'armée de l'air indienne. Elle a également quelques heures d'expérience de vol dans l'aéroclub de son université à l' Université de Banasthali, ce qui l'a inspirée à rejoindre l'Indian Air Force (IAF).

### Carrière
Avani Chaturvedi présente sa candidature, et elle est sélectionnée   pour s'entraîner à la Hyderabad Air Force Academy. Elle termine la formation à l'âge de 25 ans. Après y avoir terminé un an de formation, Avani Chaturvedi devient pilote de chasse en juin 2016. Après la fin de sa formation de phase III à Bidar dans l'État voisin du Karnataka, il est prévu qu'elle puisse piloter des avions de combat comme le Soukhoï Su-30MKI et le HAL Tejas,.
Elle est reconnue comme la première femme pilote de combat avec deux de ses collègues, Mohana Singh Jitarwal et Bhawana Kanth,. Avec elles, Avana Chaturi est intronisée dans l'escadron de chasse de l'armée de l'air indienne en juin 2016. Elle est officiellement mandatée par le ministre de la Défense de l'époque, Manohar Parrikar, le 18 juin 2016, pour servir la nation en qualité de pilote de chasse.
En 2018, Avani Chaturvedi devient la première femme pilote indienne à effectuer un vol en solo dans un MiG-21. En 2018, Avani Chaturvedi est promue au grade de lieutenant d'aviation.
Avani Chaturvedi est affectée au 23e Escadron Panthers de la Force aérienne indienne à Suratgarh, dans l'État du Rajasthan.

## Prix et reconnaissances
En 2018, Avani Chaturvedi reçoit le doctorat honoris causa de Banasthali Vidyapeeth.
Le 9 mars 2020, elle reçoit le Nari Shakti Puraskar (prix du pouvoir des femmes) décerné par le président Ram Nath Kovind .